# Women for Women International
Women for Women International es una organización humanitaria sin fines de lucro que brinda apoyo práctico y moral a mujeres sobrevivientes de guerras y conflictos. Fundada en 1993 por Zainab Salbi y Amjad Atallah, la organización tiene como objetivo ayudar a las mujeres a reconstruir sus vidas a través de un programa de un año de duración que incluye asistencia financiera, asesoramiento emocional, capacitación en habilidades para la vida, educación sobre derechos, educación sanitaria, capacitación en habilidades laborales y desarrollo de pequeños negocios.
Sus programas están activos en países como Afganistán, Bosnia y Herzegovina, República Democrática del Congo, Irak, Kosovo, Nigeria, Ruanda y Sudán del Sur. La visión de la organización es crear un mundo en el que todas las mujeres determinen el curso de sus vidas y que alcancen su máximo potencial.